# Walter Cuttino
Walter Edward Cuttino (* 21. Oktober 1957; † 25. April 2021) war ein US-amerikanischer Opernsänger (Tenor).

## Leben
Walter Cuttino studierte Gesang an der University of South Carolina, wo er an der School of Music 1979 seinen Bachelor-Abschluss machte. Am Cincinnati Conservatory of Music legte er sein Diplom als Opernsänger ab.
Nach seinem Studienabschluss ging Cuttino nach Europa, wo er insg. über 1000 Vorstellungen sang. Von 1989 bis 1996 war er als Lyrischer Tenor an den Vereinigten Bühnen Krefeld-Mönchengladbach engagiert und gehörte dort zu den künstlerischen „Säulen“ des Sänger-Ensembles. Sein Repertoire, das etwa 40 Hauptrollen umfasste, enthielt Partien wie Ferrando (Così fan tutte), Graf Almaviva (Der Barbier von Sevilla), Tamino (Die Zauberflöte), Lenski (Eugen Onegin) und Alfredo (La Traviata). Ein besonderer Schwerpunkt seiner Rollenauswahl lag dabei auf den Opern von Wolfgang Amadeus Mozart.
In seiner ersten Spielzeit 1989/90 an den Vereinigten Bühnen Krefeld-Mönchengladbach sang er am Opernhaus Rheydt, mit einem „lyrischen Tenor, der aufhorchen ließ“, u. a. die Rollen Merkur/Kavalier in dem Rameau-Pastiche Platäas Hochzeit (Premiere: Dezember 1989). In der Spielzeit 1990/91 übernahm er den Ferrando in einer Così fan tutte-Neuinszenierung, wo er sich in seiner Rolle als „idealer «Lyriker»“ erwies. In der Spielzeit 1991/92 sang er am Opernhaus Rheydt den Belfiore in einer Neuproduktion der frühen Mozart-Oper Die Gärtnerin aus Liebe. Im Dezember 1993 sang er am Theater Krefeld-Mönchengladbach den Rodolfo in La Bohème. In der Spielzeit 1994/95 gastierte er als Heinrich von Kleist in der Uraufführung der Oper Heinrichs Fieber von Gerald Humel am Kleist Theater in Frankfurt/Oder. In der Spielzeit 1994/95 war er am Opernhaus Rheydt als Narr in der Neuinszenierung von Boris Godunow besetzt. Im März 1996 war er an den Vereinigten Bühnen Krefeld-Mönchengladbach in der Rolle des Jack in einer Neuinszenierung der Oper Aufstieg und Fall der Stadt Mahagonny zu hören. Im Mai 1996 übernahm er dort in der Wiederaufnahme der Mozart-Oper Die Zauberflöte den Tamino. Mehrere Spielzeiten sang er an den Vereinigten Bühnen Krefeld-Mönchengladbach auch die Titelpartie im Musical Jesus Christ Superstar.
Cuttino trat auch als Konzertsänger hervor. Im Verlauf seiner Karriere sang er über 500 Konzerte. Außerdem unternahm er gemeinsam mit Leonard Bernstein eine Konzerttournee, die auch nach London and Moskau führte.
Ab Herbst 1996 war Cuttino als „Associate Professor“ für Gesang Mitglied der Musikfakultät (School of Music) der University of South Carolina. Krankheitsbedingt wurde er 2019, nach über 23-jähriger Lehrtätigkeit, vorzeitig pensioniert. Er war Künstlerischer Direktor der Palmetto-Oper und Dirigent des Männerchors „Palmetto Meistersingers“, mit dem er 2001 auch ein „viel beachtetes“ Konzert in der Kirche St. Johannes in Rheydt-West gestaltete. Außerdem wirkte er als Musikdirektor an der Lake Murray Presbyterian Church.
Walter Cuttino war mit der Tänzerin Simone Hutmacher, Mitglied im Ballettensemble der Vereinigten Bühnen Krefeld-Mönchengladbach, verheiratet. Das Paar zog 1996 nach South Carolina (USA). Cuttino, der in Irmo (South Carolina) lebte, starb Ende April 2021 im Alter von 63 Jahren.